# Mebyon Kernow
Mebyon Kernow (Fills de Cornualla, MK) és un partit nacionalista de Cornualla. Fou fundat el 1952, i en el 2000 el cap era Dick Cole. El seu ideari és de caràcter europeista i celtista, partidari de buscar un remei econòmic local per donar feina a la gent del país. També volen fer arribar la llengua (el còrnic) i la cultura còrniques a les escoles. Pertany a la Lliga Cèltica, juntament amb Mec Vannin, Partit Nacional Escocès, Unió Democràtica de Bretanya i Plaid Cymru.

## Fundació
El 6 de gener del 1951 la revista New Cornwall patrocinaria l'aparició del Mebyon Kernow (Fills de Cornualla), en un acte a l'hotel Oates de Redruth (còrnic Rysrudh), al qual hi assistiren 13 persones i 7 més hi enviaren el seu suport, entre ells els futurs bards de Cornualla i un professor universitari. Nomenaren Helena Charles presidenta, Lambert Truran secretari, i George Pawley White tresorer. Editen el diari Kenethel Kernewek (Nació Còrnica), influït per l'ideari del Plaid Cymru, de caràcter celtista i amb un programa entre autonomista i federalista, alhora que amb un vague reformisme social, que es proposa "restaurar el tarannà cèltic de Cornualla". Defensa la llengua còrnica i vol lluitar per revitalitzar-la, alhora que vol mantenir el caràcter i els interessos de Cornualla com a nació cèltica, tot propiciant els avenços constitucionals que li permetin assolir l'autodeterminació, alhora que promociona la represa no sols de la llengua, sinó també de la història, la literatura i de l'esport locals, com la lluita còrnica. En aquest míting adoptaran els set objectius del partit:
- Estudiar les condicions locals i intentar posar remei a allò que perjudica els interessos de Cornualla a través de l'opinió pública.
- Fomentar la llengua i literatura còrniques.
- Encoratjar l'estudi de la història còrnica des d'un punt de vista "còrnic".
- Acceptar la idea que Cornualla és una de les sis nacions cèltiques.
- Publicar pamflets, octavetes, articles i cartes a la premsa difonent aquest ideari.
- Organitzar actes i concerts de flaire còrnic-celtic en favor de difondre el seu ideari.
- Cooperar amb altres societats favorables a preservar el caràcter de Cornualla

Pel setembre del 1951 s'enregistraria com a partit polític partidari de l'autogovern còrnic.

## Desenvolupament
Durant les dues primeres dècades, però, no passaria de ser una petita banda d'entusiastes. Tot i així, Helena Charles, qui deixà la secretaria el 1954 en favor de Cecil Beer, el 1953 obtingué un escó a l'ajuntament de Camborne-Redruth. Endemés, des del 1956 els militants Helena Charles (de St Day) i P. Pool organitzaran campaments còrnics per posar en coneixement del jovent la llengua perduda, amb la gramàtica Cornish for beginners. D'aquesta manera, però, el 1960 el Mebyon Kernow només havia assolit un centenar de militants.
A les eleccions locals del 1970 el Mebyon Kernow només obtingué el 2% dels vots i una certa representació a nivell local, mercè al fet que el 1971 arribaria al miler de militants sota el lideratge de Len Truran i Richard Jenkin, que es presentaren a les generals del 1970. Però el 25 de maig del 1975 un membre del MK, James Whetter, qui s'havia presentat a les eleccions del 1974 per Truro (Cornualla) abandonà el partit per fundar un nou grup, el Party Kenethlegk Kernow o Cornish National Party, més radical, amb més influència del SNP i membre de la Lliga Cèltica amb altres grups escocesos, gal·lesos, bretons i irlandesos.